# Villac
Villac (okzitanisch: Vilhac) ist eine südwestfranzösische Gemeinde (commune) mit 285 Einwohnern (Stand: 1. Januar 2022) im Département Dordogne in der Region Nouvelle-Aquitaine. Sie gehört zum Arrondissement Sarlat-la-Canéda und zum Kanton Le Haut-Périgord noir. Die Bewohner werden Villacois und Villacoises genannt.

## Lage
Villac liegt in der alten Kulturlandschaft des Périgord an der Grenze zum Limousin (Département Corrèze) etwa 41 Kilometer östlich von Périgueux und etwa 22 Kilometer westlich von Brive-la-Gaillarde. Durch die Gemeinde führt der Fluss Elle, ein Nebenfluss der Vézère. Umgeben wird Villac von den Nachbargemeinden Louignac im Norden, Brignac-la-Plaine im Osten, Cublac im Südosten, Terrasson-Lavilledieu im Süden und Südosten, Beauregard-de-Terrasson im Süden, Peyrignac im Südwesten, Châtres im Westen sowie Badefols-d’Ans im Nordwesten.
Am südlichen Rand der Gemeinde führt die Autoroute A89 entlang.

## Bevölkerungsentwicklung
| Jahr                       | 1962 | 1968 | 1975 | 1982 | 1990 | 1999 | 2006 | 2012 | 2018 |
| Einwohner                  | 420  | 371  | 275  | 276  | 252  | 225  | 231  | 255  | 266  |
| Quellen: Cassini und INSEE |      |      |      |      |      |      |      |      |      |

## Sehenswürdigkeiten
- Kirche Saint-Vaast aus dem Mittelalter, seit 2015 als Monument historique eingeschrieben
- Altes Pfarrhaus (Haus Salviat) aus dem 16. Jahrhundert, Fassaden und Dächer seit 1979 als Monument historique eingeschrieben
- Herrenhaus Lapeyre
- Herrenhaus Le Pont
- Herrenhaus La Mothe
- Markthalle
- Höhle La Sudrie aus der Altsteinzeit, seit 2005 als Monument historique eingeschrieben
- Gutshof Le Noyer aus dem 18. Jahrhundert, seit 2016 als Monument historique eingeschrieben

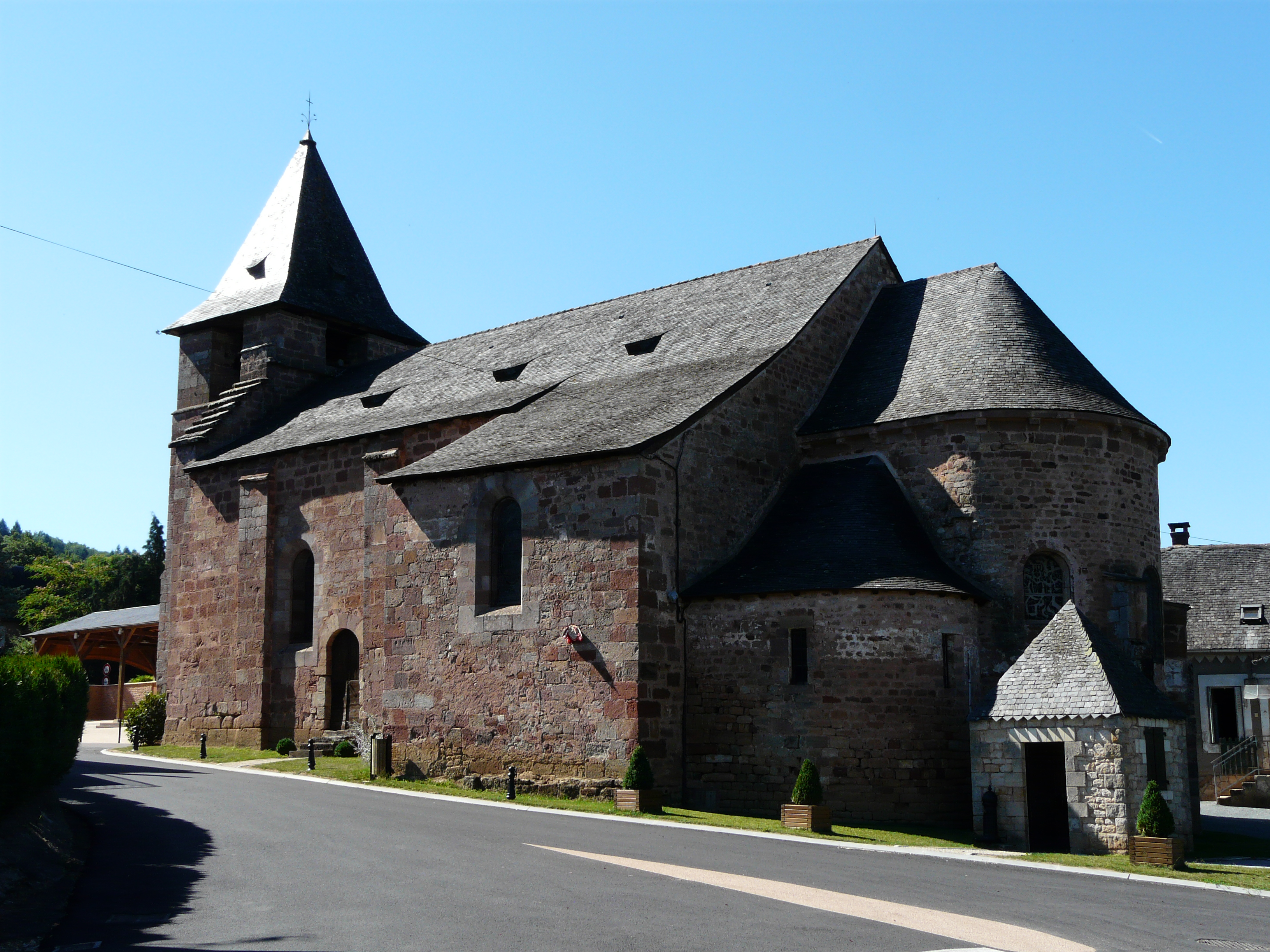
Kirche Saint-Vaast
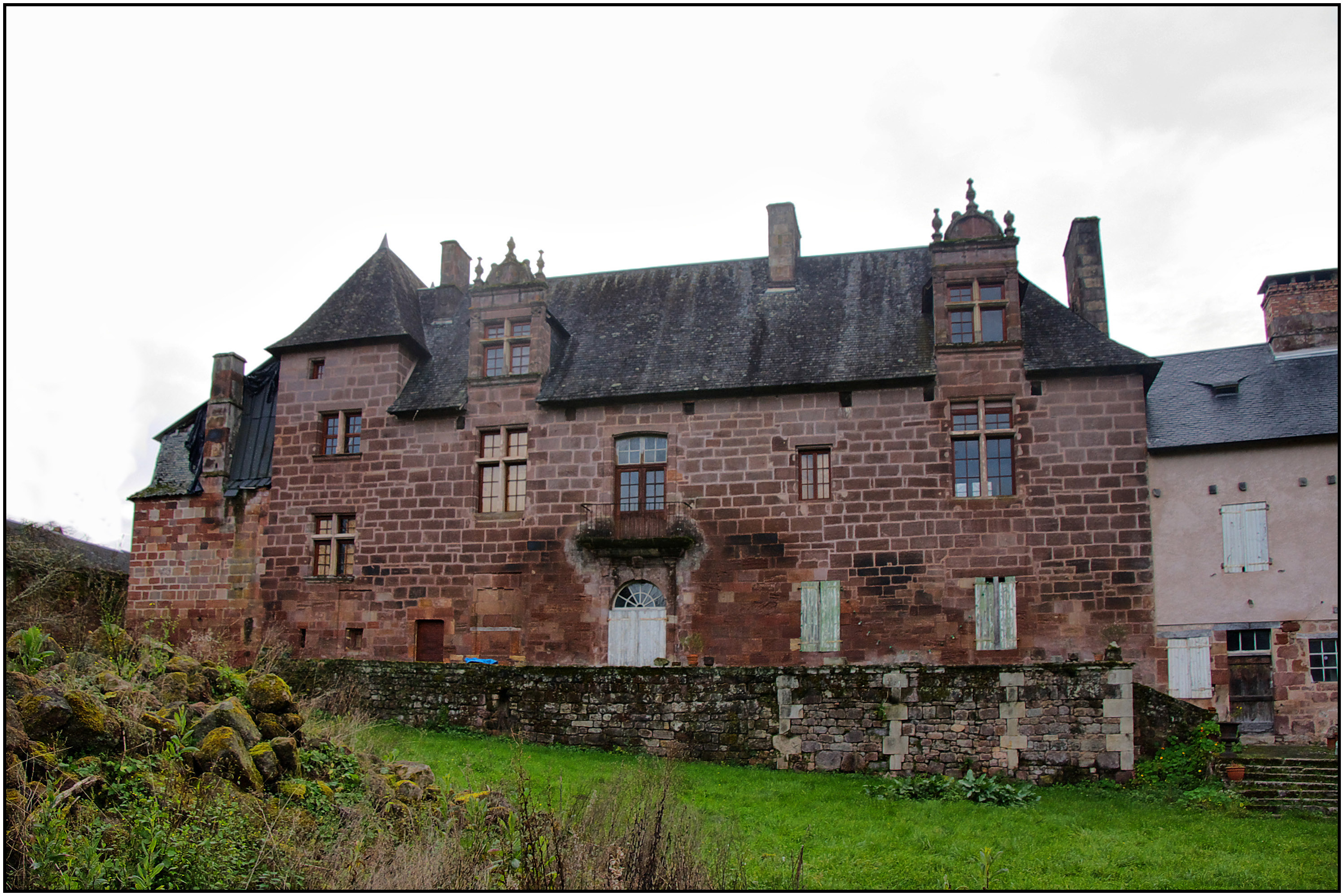
Haus Salviat
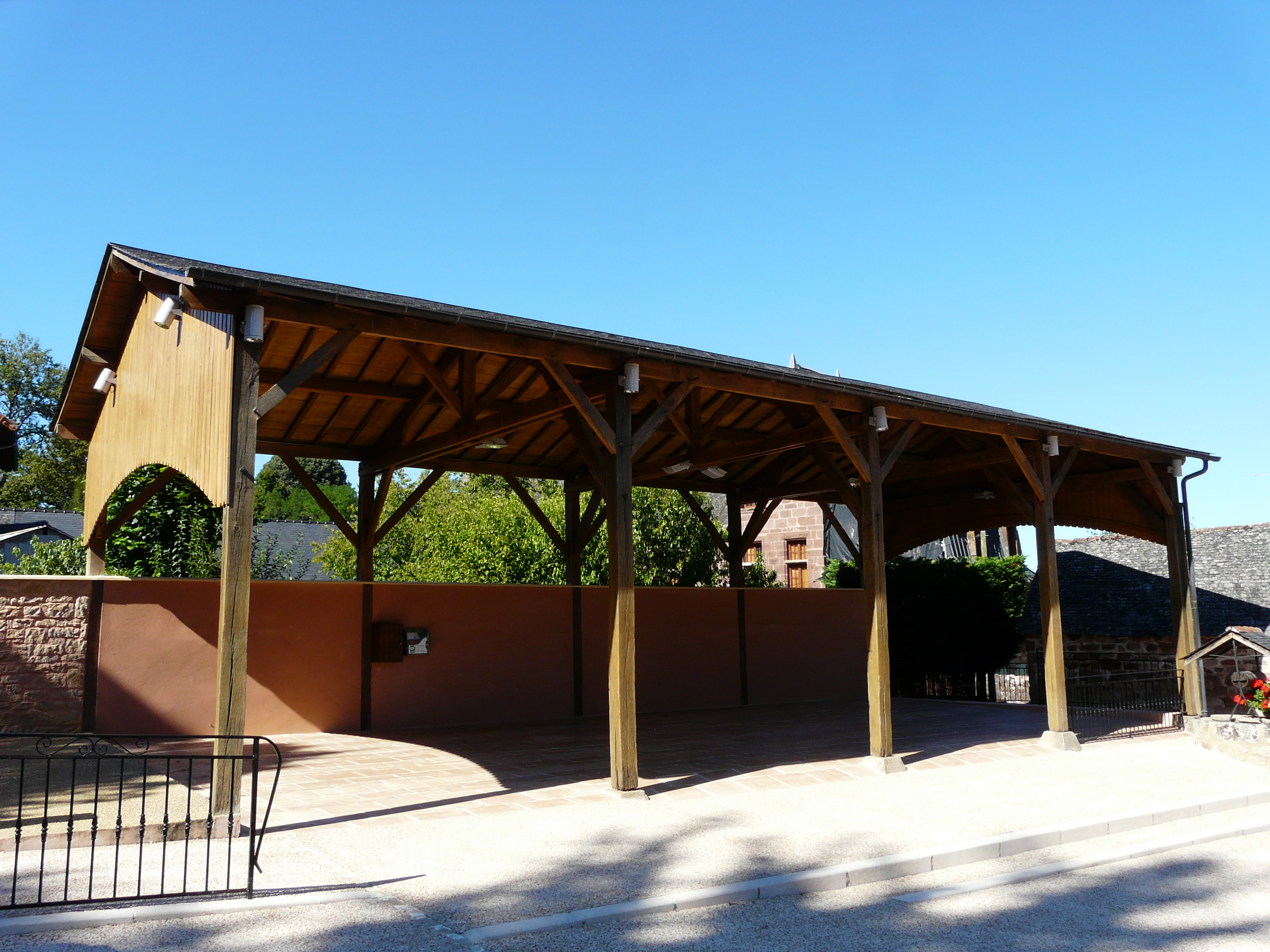
Markthalle